# Philippe Édouard Léon Van Tieghem

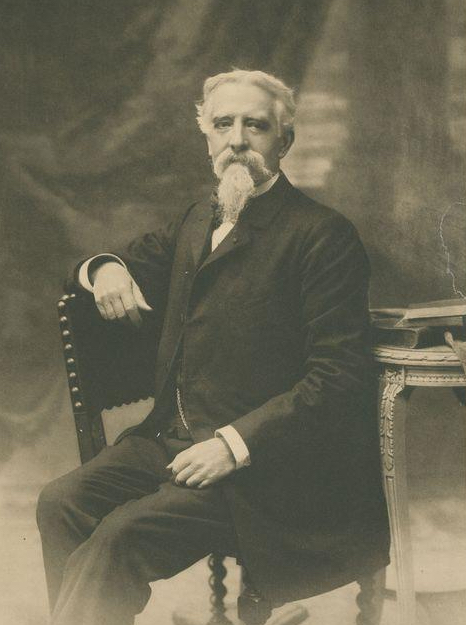
Philippe Van Tieghem

Philippe Édouard Léon Van Tieghem (* 19. April 1839 in Bailleul (Nord); † 28. April 1914 in Paris) war ein französischer Botaniker und Mykologe. Sein offizielles botanisches Autorenkürzel lautet „Tiegh.“   

## Leben und Wirken
Van Tieghem studierte ab 1856 an der École normale supérieure und war dann im Labor von Louis Pasteur (einem seiner Lehrer an der ENS), wo er sich mit Pilzzucht befasste und Pilzwachstum unter dem Mikroskop beobachtete. 1864 wurde er an der Sorbonne in Naturwissenschaften promoviert (Recherches sur la fermentation de l'urée et de l'acide hippurique) und 1866 in Naturgeschichte. 1873 bis 1886 lehrte er an der École centrale des arts et manufactures und ab 1878 bis zu seinem Tod war er Professor am Muséum national d’histoire naturelle. Er unterrichtete auch am Institut agronomique de Paris.
1876 beschrieb er vor Thomas C. Gilchrist (1896) die Blastomykose.
Sein Sohn Paul Van Tieghem aus der Ehe mit Hélène Sarchi (Tochter von Charles Sarchi) war Literaturwissenschaftler.

## Ehrungen
1873 wurde Van Tieghem Mitglied der Académie des sciences. 1881 war er Präsident der französischen botanischen Gesellschaft. 1890 wurde er zum auswärtigen Mitglied der Königlich Dänischen Akademie der Wissenschaften gewählt. Seit 1908 war er Ehrenmitglied der Russischen Akademie der Wissenschaften in Sankt Petersburg.
Nach Van Tieghem benannt sind die Pflanzengattung Tieghemia Balle aus der Familie der Riemenblumengewächse (Loranthaceae), die Gattung Van-tieghemia Bobrov & Melikyan aus der Familie der Steineibengewächse (Podopcarpaceae), die Pilzgattung Tieghemella Berl. & De Toni und wahrscheinlich noch mehrere weitere Gattungen.

## Schriften (Auswahl)
- Traité de botanique conforme à l'état présent de la science. F. Savy, Paris 1874 (Digitalisat) – Übersetzung von Julius Sachs: Lehrbuch der Botanik nach dem gegenwärtigen Stand der Wissenschaft. 3. Auflage, Wilhelm Engelmann, Leipzig 1873.
- Traité de botanique. Savy, Paris 1884 (Digitalisat).
- Recherches comparatives sur l’origine des membres endogènes dans les plantes vasculaires. 1889.
- Eléments de botanique. 2 Bände, 2. Auflage 1898.